# Alfabetul limbii române
Alfabetul limbii române este o variantă al alfabetului latin folosit pentru scrierea limbii române. Este o modificare al alfabetului latin clasic și conține 31 de litere, dintre care cinci (Ă, Â, Î, Ș și Ț) sunt formate prin aplicarea de semne diacritice. Toate literele sunt perechi: literă mare (majusculă sau capitală) și literă mică (minusculă sau de rând).
| Literă | Nume                |
| ------ | ------------------- |
| A, a   | a                   |
| Ă, ă   | ă                   |
| Â, â   | î / î din a         |
| B, b   | be / bî             |
| C, c   | ce / cî             |
| D, d   | de / dî             |
| E, e   | e                   |
| F, f   | ef / fe / fî        |
| G, g   | ge / ghe / gî       |
| H, h   | haș / ha / hî       |
| I, i   | i                   |
| Î, î   | î / î din i         |
| J, j   | je / jî             |
| K, k   | ka / kappa          |
| L, l   | el / le / lî        |
| M, m   | em / me / mî        |
| N, n   | en / ne / nî        |
| O, o   | o                   |
| P, p   | pe / pî             |
| Q, q   | kü / chiu           |
| R, r   | er / re / rî        |
| S, s   | es / se / sî        |
| Ș, ș   | șe / șî             |
| T, t   | te / tî             |
| Ț, ț   | țe / țî             |
| U, u   | u                   |
| V, v   | ve / vî             |
| W, w   | dublu ve / dublu vî |
| X, x   | ics                 |
| Y, y   | i grec              |
| Z, z   | ze / zet / zî       |

Cele cinci litere cu diacritice: Ăă, Ââ, Îî, Șș, Țț - reiau câte o literă de bază la care se aplică un semn diacritic. Și punctul suprapus de la i și j este un semn diacritic, dar el nu are rol distinctiv în limba română. Litera â este folosită exclusiv în mijlocul cuvintelor; versiunea sa majusculă apare numai în inscripții cu majuscule.
- Ă ă - a cu breve ( ˘ )- pentru sunetul /ə/
- Â â - a cu circumflex ( ˆ ) pentru sunetul /ɨ/
- Î î - i cu circumflex ( ˆ ) pentru sunetul /ɨ/
- Ș ș - s cu virgulă ( , ) pentru sunetul /ʃ/ (nu sedila)
- Ț ț - t cu virgulă ( , ) pentru sunetul  /ts/ (nu sedila)

Confuzia legată de sedilă pentru ț și ș este legată de însuși modul în care este definită sedila:
sedílă, sedile, s.f. Semn diacritic în formă de virgulă (,), care se pune sub unele consoane pentru a le da valoarea altui sunet. - Din fr. cédille. (Dicționarul explicativ al limbii române (DEX) 1998).
Semnele diacritice se notează în limba română și la literele mari, cu excepția majusculelor I și J. Această regulă nu este respectată în unele abrevieri, care, din această cauză, se citesc cu unele deosebiri față de numele întreg. Trebuie însă reținut că literele mari corespunzătoare lui ă, â, î, ș, ț se scriu și ele cu semnele diacritice caracteristice: Ă, Â, Î, Ș, Ț.
Patru litere (k, q, w, y) se utilizează în împrumuturi, în numele proprii străine și în formații bazate pe ele, precum și în unele nume proprii românești de persoane, scrise după model străin. De aceea aceste litere nu erau incluse, mai demult, în alfabetul modern al limbii române. w și y în poziție finală de cuvânt sunt încă percepute ca străine limbii române, de aceea la cuvintele cu aceste finale, articolul și desinențele se leagă prin cratimă. După DOOM3 (2021), după w [v] și y [i] sau [ĭ] nu se scrie cratimă: basedowul, boyul, bodyuri; dar după w [ŭ] se scrie cratimă: show-uri.
Scrierea limbii române este în mare măsură o scriere fonetică, asociind fiecărui fonem câte o literă. Există excepții de la această regulă, dar, prin comparație cu limbi la care scrierea cuvintelor este determinată predominant etimologic, citirea textelor în limba română se învață relativ ușor.

## Istoric
Până în 1860 limba română s-a scris, de regulă, cu alfabetul chirilic și, în perioada ultimă, cu un alfabet de tranziție.
În aceste condiții, dacă inițial se foloseau 43 de litere și alte semne grafice, alfabetul chirilic adaptat a fost redus la 33 de litere în gramatica lui Ienăchiță Văcărescu (1787), apoi la 28 de litere în gramatica lui Ion Heliade-Rădulescu (1828), pentru ca în 1835 să nu mai aibă decât 27 de litere.
În perioada în care s-a folosit alfabetul chirilic pentru scriere, limba română s-a adaptat astfel încât să cuprindă cât mai multe litere ale acelui alfabet datorită faptului că există o legătură foarte strânsă între limbă și sistemul de scriere folosit. După ce s-a renunțat la alfabetul chirilic, limba română încă era adaptată scrierii cu alfabetul chirilic, așa că în locul unor litere chirilice au apărut niște diacritice pentru niște litere ale alfabetului latin, ele fiind:
| Literele din alfabetul chirilic | Literele latine cu diacritice în care au fost transformate | Notația fonetică |
| ------------------------------- | ---------------------------------------------------------- | ---------------- |
| Цц                              | Țț                                                         | [t͡s]             |
| Шш                              | Șș                                                         | [ʃ]              |
| Ѫѫ, Ꙟꙟ                          | Îî/Ââ                                                      | [ɨ]              |

În lucrarea Ortografia românească, din 1912, August Scriban a propus reintroducerea semnelor ŭ și ĭ.
În urma reformei din 1953, după înlocuirea generală a literei â cu î și eliminarea literei â din alfabetul modern al limbii române, au rămas 27 de litere. Acestea nu includeau literele q, w și y.
În 1964 s-a consfințit, practic, reincluderea literei â în alfabetul modern al limbii române, folosită însă exclusiv pentru notarea cuvintelor având rădăcina român, precum și a numelor proprii, în funcție de dorința purtătorilor lor.
În 1982 s-a consfințit prin publicarea Dicționarului ortografic, ortoepic și morfologic al limbii române (DOOM), includerea literelor q, w, y. Astfel, alfabetul modern al limbii române a ajuns să aibă 31 de litere. În continuare, însă, literele q, w și y își păstrează caracterul de litere „aparte”, fiind folosite numai în cuvinte și nume proprii străine.
Academia Română a stabilit în 1993 revenirea la scrierea generalizată cu â în grafia limbii române, în conformitate cu hotărârile adoptate de Academia Română înainte de 1948.
În condițiile în care scrierea cu â a fost considerată dintotdeauna o componentă a originii latine a limbii române, modificarea din 1993 a urmărit ruperea de normele impuse în urma sovietizării de după 1945, precum și de cele adoptate în timpul regimului comunist de dinainte de 1990.

## Alfabetul chirilic al limbii române

Rugăciunea "Tatăl nostru" în limba română cu alfabet chirilic

Alfabetul chirilic român a fost utilizat pentru scrierea limbii române, începând de prin secolul al XIV-lea, fiind o adaptare a alfabetului chirilic clasic. Cel mai vechi document păstrat sub formă originală și scris cu caractere chirilice datează din 1392.
Dimitrie Cantemir, în Descriptio Moldaviae, susține ideea, pertinentă de altfel, că moldovenii au scris cu litere latine, potrivit tradiției, până după Conciliul de la Florența (1439). Se cunoaște faptul că mitropolitul Damian, întâistătător al Mitropoliei Moldovei, între 1437-1447, a participat, împreună cu vicarul său, protopopul Constantin, la Conciliul de la Ferarra-Florența, ale cărui decizii le-a semnat, devenind primul ierarh din Țările Române care s-a unit cu Biserica Romei. Urmașul său în scaunul mitropolitan, Ioachim, a fost de asemenea unit, însă a fost alungat din Moldova de adversarii împăcării cu Biserica Romei, din gruparea aflată în jurul viitorului mitropolit Teoctist, care apoi i-a luat locul. Schimbarea de direcție s-a produs în anul 1453, după căderea Constantinopolului.
Cantemir afirmă că Alexandru cel Bun ar fi poruncit arderea tuturor textelor scrise până atunci cu caractere latine, introducând alfabetul chirilic și slavona, ca reacție la ideea împăcării cu Biserica Romei. „Dar când mitropolitul moldovean a trecut, la acest sinod [...] de partea papistașilor , atunci urmașul său, cu numele Theoctist — diacon al lui Marcu din Efes, bulgar de neam, ca să stârpească aluatul papistașilor din biserica moldovenească și să taie celor tineri prilejul de a citi vicleșugurile papistașilor — l-a sfătuit pe Alexandru cel Bun să izgonească din țară nu numai pe oamenii de altă lege, ci și literele latinești și să pună în locul lor pe cele slavonești.”
Scrierea cu alfabetul chirilic a fost în uz pe teritoriul României de astăzi până în a doua jumătate a secolului al XIX-lea.
Nu trebuie să se facă nicio confuzie între alfabetul chirilic român și alfabetul chirilic moldovenesc, care era folosit în Republica Sovietică Socialistă Autonomă Moldovenească (RASSM) începând cu anii 1920 și, ulterior, în Republica Sovietică Socialistă Moldovenească (RSSM) și, în continuare, în Transnistria. Acesta este de fapt o adaptare a alfabetului chirilic rusesc. Una dintre primele publicații tipărite cu acest alfabet a fost Plugarul Roșu / Plugarul Roș

## Aranjamentul de tastatură românesc
Aranjamentul de tastatură românesc folosit în prezent a fost adoptat oficial în anul 2004, prin standardul național SR 13392:2004.
În mediul digital, scrierea corectă în limba română se face folosind exclusiv diacriticele cu virgulă dedesubt (comma-below), precum și ghilimele „jos-sus”, de tip francez. Un defect des întâlnit în textele digitale românești mai vechi îl reprezintă folosirea, în mod incorect, a diacriticelor cu sedilă dedesubt (cedilla-below), precum și a ghilimelelor "sus-sus", copiate după limba engleză.
- Ș (S-comma), cod Unicode U+0218
- ș (s-comma), cod Unicode U+0219
- Ț (T-comma), cod Unicode U+021A
- ț (t-comma), cod Unicode U+021B

## Tranziția la alfabetul latin al limbii române
Prima tipăritură în limba română cu alfabet latin este Codicele Todorescu, care este o Carte de cântece, din anii 1570-1573. Biserica Română Unită cu Roma a pus în circulație pe scară largă în secolul al XVIII-lea cărți în limba română cu alfabet latin, între acestea numărându-se Cartea de rogacioni editată de Samuil Micu la Viena în anul 1779. În Transilvania generalizarea scrierii cu litere latine a avut loc în secolul al XIX-lea. În Țara Românească și în Moldova, trecerea de la alfabetul chirilic la alfabetul latin s-a realizat treptat, pe la mijlocul secolului al XIX-lea, prin alfabetul de tranziție. Înlocuirea integrală a alfabetului chirilic cu cel latin a fost decretată în 1862 de domnitorul Alexandru Ioan Cuza. 